# Istor-o-Nal
O Monte Istor-o-Nal é a terceira mais alta montanha do Indocuche depois do Tirich Mir e do Noshaq. Coroa um maciço com 11 picos de altitude maior que 7000 m. Na língua khowar o seu nome significa ferradura. Para a sua altitude é por vezes tomado o valor de 7398 m (24271 ft).